# Cassida denticulata
Cassida denticulata – gatunek chrząszcza z rodziny stonkowatych i podrodziny tarczykowatych.

## Taksonomia
Gatunek ten opisany został po raz pierwszy w 1856 roku przez Carla Henrika Bohemana. Jako miejsce typowe wskazano Australię (Nową Holandię). W 1862 roku Boheman opisał Cassida perpusilla, jako miejsce typowe wskazując Melbourne. Gatunek ten zsynonimizowany został najpierw w 1990 roku przez Lecha Borowca z C. mera, a potem w 1997 roku, również przez Borowca, z C. denticulata.

## Morfologia i zasięg
Chrząszcz o krótko-owalnym ciele długości od 3,8 do 4,6 mm i szerokości od 2,8 do 3,3 mm. Ubarwienie ma brązowawożółte z przyciemnionym środkiem spodu odwłoka i brązowymi do czarnych: ostatnimi czterema członami czułków, spodem tułowia i wzorem na pokrywach, który u form najciemniejszych obejmuje 12 par kropek, a u najjaśniejszych tylko trzy kropki. Głowa ma 1,4 raza szerszy niż dłuższy, płaski i na przedzie punktowany nadustek oraz krótkie, tylko ostatnim członem wystające za tylną krawędź przedplecza czułki. 1,6 raza szersze niż dłuższe, najszersze pośrodku, równomiernie po bokach zaokrąglone przedplecze ma niepunktowaną, mikrosiateczkowaną powierzchnię z wypukłym dyskiem i rozpłaszczonymi, szerokimi obrzeżeniami. Pokrywy są u nasady wyraźnie szersze od przedplecza, kąty barkowe mają niemal kanciaste i silnie ku przodowi wystające, przednią krawędź zaokrąglenie wycinaną, a powierzchnię z regularnymi rzędami umiarkowanie dużych punktów i mikrosiateczkowanymi międzyrzędami. Rozpłaszczone obrzeżenia pokryw są nieco szersze niż u C. mera. Przedpiersie ma szeroki, silnie ku szczytowi rozszerzony wyrostek międzybiodrowy. Odnóża mają na stopach pazurki niezmodyfikowane.
Owad endemiczny dla Australii, znany z południowego Queensland, Nowej Południowej Walii i Australii Południowej.